# Șopotu Nou
Șopotu Nou là một xã thuộc hạt Caraș-Severin, România. Dân số thời điểm năm 2002 là 1447 người.